# Damaschin Rîmniceanu
Damaschin Rîmniceanu a fost episcop de Buzău (1702-1708), traducător și tipăritor de cărți bisericești în limba română. Rîmniceanu a contribuit la naționalizarea serviciului religios.
În 1704 a tipărit lucrarea Apostol la Buzău, iar în 1724, la Rîmnic, Învățătura despre șapte taine.
A tradus lucrări ca Interpretarea Apocalipsului lui Ion Bogoslovul de Andrei de Chesaria sau Cazania Sfântului Teofilact al Bulgariei. Alte lucrări traduse dar publicate postum la Rîmnic sunt: Triodul (publicat în 1731), Penticostarul (în 1747), Ceaslovul (în 1745), Moltivenicul (în 1747), Octoihul (în 1750).